# Église Saint-Jacques de La Chapelle-devant-Bruyères
Pour les articles homonymes, voir Église Saint-Jacques.
L'église Saint-Jacques de La Chapelle-devant-Bruyères est une église catholique située à La Chapelle-devant-Bruyères, dans le département des Vosges, en France.

## Histoire
Selon la tradition, l'église aurait des origines remontant à l'époque carolingienne. Seul le clocher et l'ancien chœur de la chapelle primitive sont encore préservés. Une extension de l'église est réalisée en 1878.
L'ancien chœur et le clocher sont inscrits monument historique par arrêté du 16 juillet 1984.

## Description
L'autel se présente sous la forme d'un tombeau en pierre, composé d'un degré, d'une caisse cubique accompagnée d'une colonnette à chaque coin, et d'une table d'autel biseautée. Le tombeau est construit à partir de dalles verticales assemblées, creuses dans leur intégralité, avec une ouverture d'accès à l'arrière. Les colonnettes adoptent une forme prismatique.

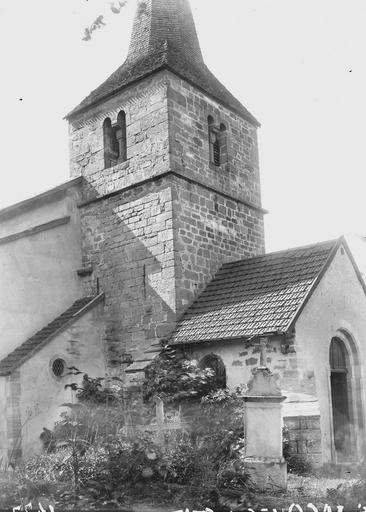
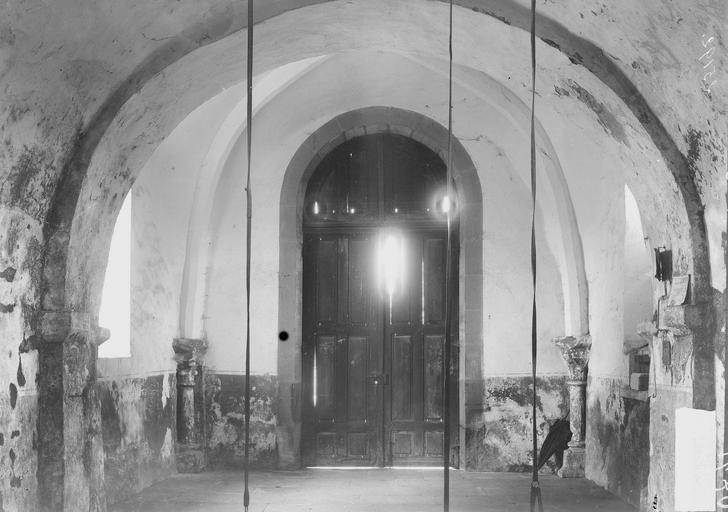
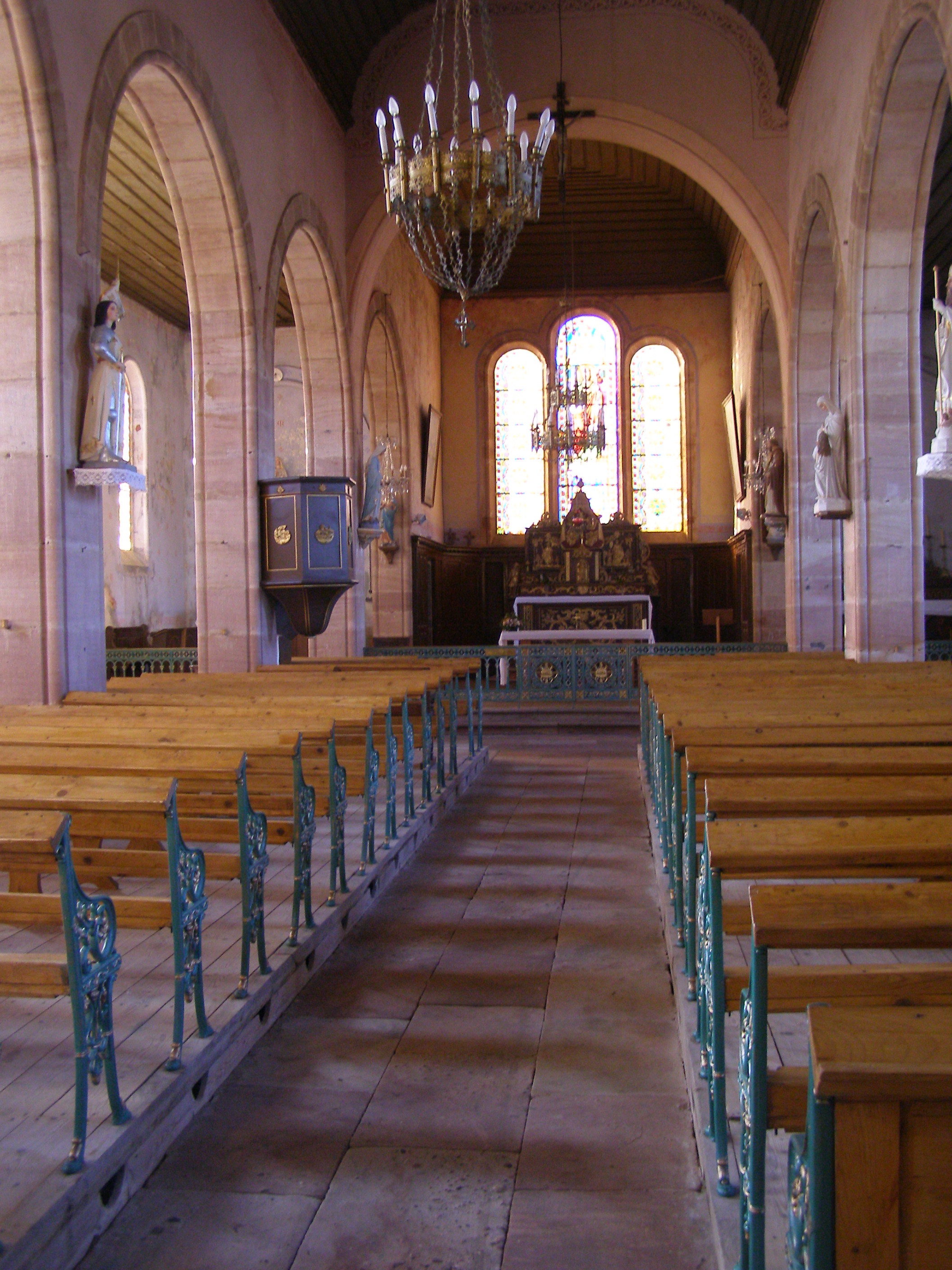

## Valorisation du patrimoine
L'église fait l'objet d'une réhabilitation au début du XXIe siècle.
Chaque année, à la fin du mois de juillet, l'association des Amis de Saint-Jacques organise une fête en l'honneur de la Saint-Jacques pour célébrer cet héritage historique.